# Malcolm Green (chimiste)
Malcolm Leslie Hodder Green FRS FRSC (16 avril 1936 - 24 juillet 2020) est un chimiste britannique. Il est professeur de chimie inorganique à l'université d'Oxford. Il apporte de nombreuses contributions à la chimie organométallique.

## Éducation
Né à Eastleigh, Hampshire, il fait ses études au Denstone College et obtient son baccalauréat ès sciences de l'Acton Technical College (London University External Regulations) en 1956 et son doctorat de l'Imperial College de Londres en 1959 pour les recherches effectuées sous la direction de Geoffrey Wilkinson.

## Carrière
Après son doctorat, Green entreprend une année de recherche postdoctorale avec Wilkinson avant de rejoindre l'université de Cambridge en 1960 en tant que maître de conférences adjoint et d'être nommé membre du Corpus Christi College de Cambridge en 1961. En 1963, il est nommé Septcentenary Fellow of Inorganic Chemistry au Balliol College d'Oxford et Departmental Demonstrator à l'université d'Oxford. En 1965, il est nommé maitre de conférences et il est également chercheur principal de la Royal Society à Oxford de 1979 à 1986. En 1989, il est nommé professeur de chimie inorganique et directeur du laboratoire de chimie inorganique d'Oxford et membre du St Catherine's College d'Oxford. En 2004, il devient professeur de recherche émérite. Il est cofondateur d'Oxford Catalysts Group plc en 2006.
Green occupe de nombreux postes invités, notamment : professeur invité, École de chimie et Institut des substances naturelles, Paris (1972), professeur invité Alfred P. Sloan, université Harvard (1975), chercheur invité Sherman Fairchild au California Institute of Technology (1981), et Walter Hieber Gastprofessor, université de Munich, Allemagne (1991).

## Recherches
Les premières publications de Green décrivent des complexes métal-hydrure et métal-oléfine, thèmes qu'il poursuit tout au long de sa carrière. Bon nombre de ses premières contributions se concentrent sur la chimie du dihydrure de molybdocène ((C 5 H 5 ) 2 MoH 2) et du dérivé de tungstène apparenté. Il est démontré que ces composés s'engagent dans de nombreuses réactions liées à l'activation de la liaison CH.
Avec Rooney, il est un partisan actif de divers mécanismes pour expliquer la stéréochimie dans la polymérisation Ziegler-Natta. Il utilise la synthèse des vapeurs métalliques, en particulier pour la préparation des premiers complexes sandwichs métalliques. Lui et ses étudiants synthétisent plusieurs exemples de complexes présentant des liaisons "agostiques". Le mot lui est suggéré par Jasper Griffin, professeur de lettres classiques à Balliol, à qui Green demande un mot grec approprié pour décrire le phénomène de liaison étroite. Ce travail conduit plus tard au soi-disant «mécanisme de Green-Rooney modifié» pour la catalyse Ziegler – Natta, dans lequel les interactions agostiques guident la stéréochimie de l'étape d'insertion de l'alcène. Cette proposition est largement acceptée. Ses travaux sur les catalyseurs au carbure métallique conduisent à la création de la société dérivée Oxford Catalysts plc, qui devient Velocys.
Green avec Stephen G. Davies et Michael Mingos compilent un ensemble de règles qui résument où les ajouts nucléophiles se produiront sur les ligands pi connus sous le nom de règles Green – Davies – Mingos.
Green développe la méthode de classification des liaisons covalentes (CBC) en 1995 pour décrire les ligands et les liaisons dans les complexes de coordination et organométalliques,.
 